# Broekermeer

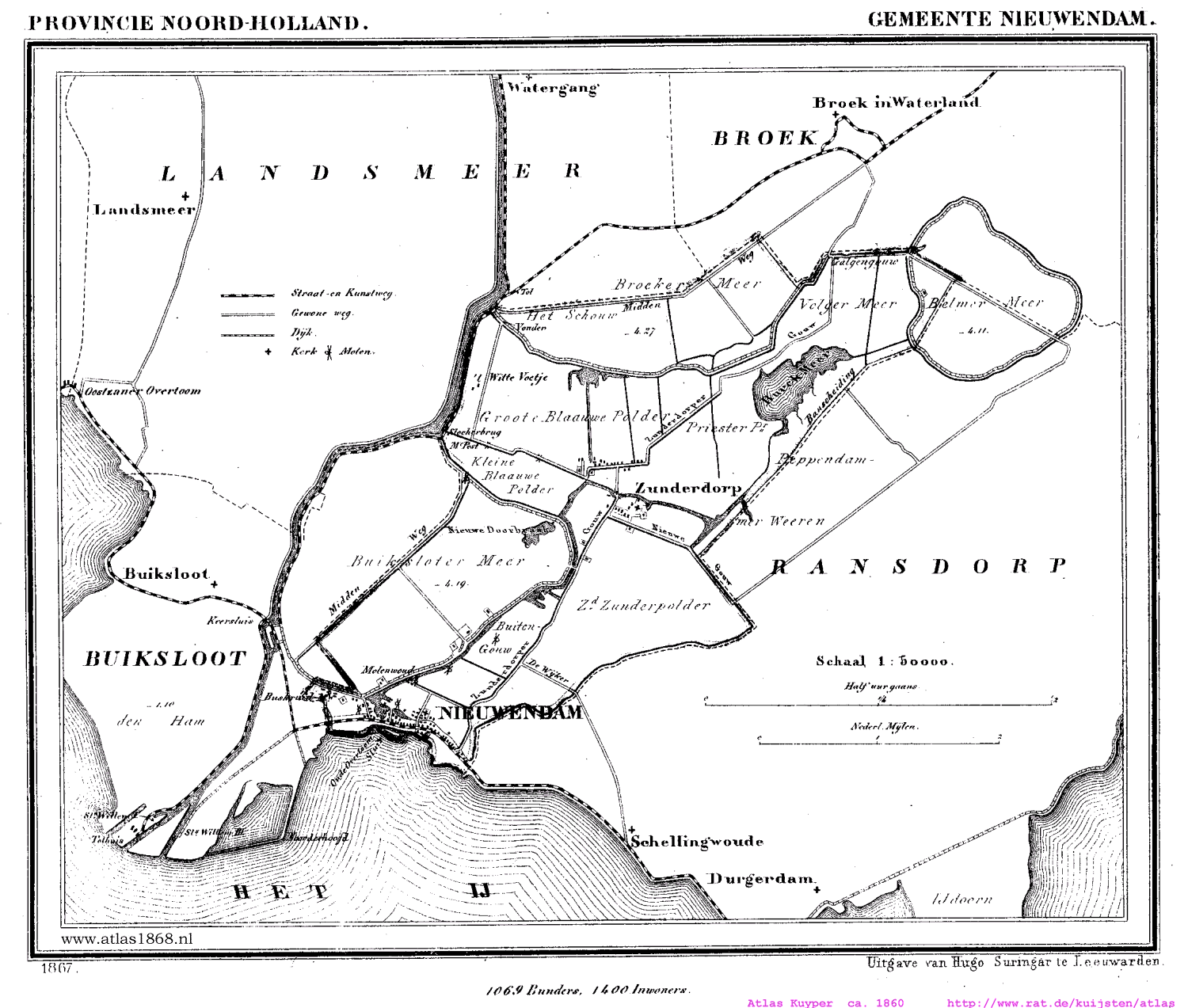
De Buiksloter-, Belmer- en Broekermeerpolders binnen de Gemeente Nieuwendam in 1867.

Het Broekermeer is een voormalig meer ten zuidwesten van Broek in Waterland in de Nederlandse provincie Noord-Holland. Het meer is tussen 1623 en 1628 samen met het nabijgelegen Belmermeer en het Buikslotermeer drooggelegd. Het meer en de polder zijn verbonden met het Buikslotermeer door Het Slochter. De polder overstroomde tijdens de stormvloed van 1916.